# 国际人类基因组组织
国际人类基因组组织（英語：The Human Genome Organisation，简称HUGO）是一个参与绘制人类基因组图谱的人类基因组计划的国际非政府组织。人类基因组组织作为一国际组织成立于1989年，下轄四個委員會，包括给予每个基因一独特的基因名称和基因符號的人类基因组组织基因命名委员会（HGNC），以及倫理、法律和社會等委員會。

## 歷史
国际人类基因组组织於1988年在冷泉港舉行的第一次基因組作圖和測序會議上成立。成立該組織的想法源於南非生物學家西德尼·布伦纳 (Sydney Brenner)， 他以在遺傳密碼方面的重大貢獻而聞名 和分子生物學的其他領域，以及獲得2002年諾貝爾生理學或醫學獎。
會議選出了一個由來自 17 個不同國家的 42 名科學家組成的創始委員會，维克托·麦库西克 (Victor A. McKusick) 擔任創始主席。 2016年，HUGO位於韓國首爾的梨花女子大學。 2020年，HUGO總部遷至美國康涅狄格州法明頓。
自 1996 年以來，HUGO 每年都會召開一次人類基因組會議 (HGM)。
HUGO 與陳氏基金會創始人、遺傳學家陳垣崇和陳德珊 (Alice Der-Shan Chen) 合作，將陳氏獎頒發給亞太地區在人類遺傳學和基因組學方面有研究成就的人。
2020年，HUGO與人類基因組變異學會（HGVS）和人類變異組計劃（HVP）合併。